# Monika Brzostek
Monika Brzostek (Rybnik, 28 de julio de 1989) es una deportista polaca que compite en voleibol, en la modalidad de playa. Ganó una medalla de bronce en el Campeonato Europeo de Vóley Playa de 2015.

## Palmarés internacional
| Campeonato Europeo | Campeonato Europeo   | Campeonato Europeo | Campeonato Europeo |
| Año                | Lugar                | Medalla            | Pareja             |
| ------------------ | -------------------- | ------------------ | ------------------ |
| 2015               | Klagenfurt (Austria) | Medalla de bronce  | Kinga Kołosińska   |